# Ferahiwat Gamachu Tulu
Ferahiwat Gamachu Tulu (23 april 1981) is een Belgische voormalige atlete van Ethiopische afkomst, die gespecialiseerd was in de lange afstand en het veldlopen. Ze werd driemaal Belgisch kampioene.

## Loopbaan
Gamachu Tulu werd in 2012 voor het eerst Belgisch kampioene op de 10.000 m. Drie jaar later haalde ze een tweede titel op dezelfde afstand.
Gamachu Tulu is aangesloten bij FC Luik.

## Belgische kampioenschappen
Outdoor
| Onderdeel | Jaar             |
| --------- | ---------------- |
| 10.000 m  | 2012, 2015, 2017 |

## Persoonlijke records
Baan
| Onderdeel | Prestatie | Datum            | Plaats            |
| --------- | --------- | ---------------- | ----------------- |
| 5000 m    | 16.31,60  | 26 juli 2015     | Brussel           |
| 10.000 m  | 34.04,10  | 3 september 2015 | Bergisch Gladbach |

Weg
| Onderdeel | Prestatie | Datum             | Plaats    |
| --------- | --------- | ----------------- | --------- |
| 10 km     | 33.56     | 30 maart 2013     | Paderborn |
| 10 mijl   | 57.02     | 18 september 2016 | Amsterdam |
| marathon  | 2:40.40   | 25 oktober 2015   | Frankfurt |

## Palmares

### 5000 m
- 2015:  BK AC – 16.31,60

### 10.000 m
- 2012:  BK AC te La Louvière – 35.25,60
- 2013:  BK AC te Duffel – 35.38,63
- 2015:  BK AC te Heusden – 35.30,45
- 2017:  BK AC te Ninove – 35.27,95

### 10 mijl
- 2016: 10e Dam tot Damloop - 57.02

### 20 km
- 2013:  20 km door Brussel – 1:14.56